# Agathosma ciliaris
Agathosma ciliaris es una especie de arbusto perteneciente a la familia de las rutáceas. Se encuentra en  Sudáfrica.

## Descripción
Es un arbusto que alcanza los 20-80 cm de altura, a una altitud de 5 a 900 metros en Sudáfrica.

## Taxonomía
Agathosma ciliaris fue descrita por (Linneo) Druce y publicado en Rep. Bot. Soc. Exch. Club Brit. Isles 4: 603, en el año 1916 publ. 1917.
Sinonimia
- Agathosma hybrida Bartl. & H.L.Wendl.
- Agathosma mollis Bartl. & H.L.Wendl.
- Agathosma obtusa Bartl. & H.L.Wendl.
- Agathosma pubescens Willd.
- Agathosma rugosa (Thunb.) Link
- Bucco obtusa J.C.Wendl.
- Diosma ciliata Lam.
- Diosma hybrida Spreng.
- Diosma mollis (Bartl. & J.C.Wendl.) D.Dietr.
- Diosma obtusa (J.C.Wendl.) DC.
- Diosma rugosa Thunb.
- Diosma thymifolia Willd. ex Schult.
- Diosma tomentosa J.Lee ex Bartl. & H.L.Wendl.
- Gymnonychium pubescens (Willd.) Bartl.
- Hartogia ciliaris L.
- Hartogia lanceolata L.
- Hartogia pubescens Kuntze[3]